# Подскарбиці-Шляхецькі
Подскарбиці-Шляхецькі (пол. Podskarbice Szlacheckie) — село в Польщі, у гміні Реґнув Равського повіту Лодзинського воєводства.
Населення — 146 осіб (2011).
У 1975-1998 роках село належало до Скерневицького воєводства.

## Демографія
Демографічна структура станом на 31 березня 2011 року:
|          | Загалом | Допрацездатний вік | Працездатний вік | Постпрацездатний вік |
| -------- | ------- | ------------------ | ---------------- | -------------------- |
| Чоловіки | 74      | 17                 | 42               | 15                   |
| Жінки    | 72      | 15                 | 35               | 22                   |
| Разом    | 146     | 32                 | 77               | 37                   |